# 1421 en santé et médecine
| Années de la santé et de la médecine : 1418 - 1419 - 1420 - 1421 - 1422 - 1423 - 1424    |
| Décennies de la santé et de la médecine : 1390 - 1400 - 1410 - 1420 - 1430 - 1440 - 1450 |

Cet article présente les faits marquants de l'année 1421 en santé et médecine.

## Événements
- 1er mai (env.) : ouverture de la Longhouse and Almshouse (en), bâtiment financé par le lord-maire de Londres, Richard Whittington, pour abriter des toilettes publiques de cent soixante-huit sièges au rez-de-chaussée et une maison d'aumône pour cinq ou six pauvres à l'étage[1].
- Giacomo Migliorati, évêque de Fermo, accorde aux échevins de Preci, en Ombrie, la charte de fondation d'un hôpital placé sous l'invocation de saint André[2].
- Fondation par Didier Villars de l'hôpital Notre-Dame de Pailhery à Romans, en Dauphiné[3].
- Fondation à Edirne en Turquie de la première léproserie ottomane, sous le règne du sultan Mourad II[4].
- À Lille, en Flandre, l'hôpital de la Trinité, que Jehan du Solier, son fondateur, destinait en 1291 à l'hébergement de cinq pauvres honteux ainsi qu'à de pauvres passants et qui a reçu jusqu'à vingt-cinq malades, voit sa capacité réduite à seize lits, réservés maintenant « aux femmes gisant d'enfants et aux pauvres malades femmes[5] ».
- Avec l'ensemble de l'université de Turin, la faculté de médecine est transférée à Chieri[6].
- Des médecins de Londres, dans la pétition qu'ils présentent au Parlement pour que soit réglementée leur pratique, demandent qu'elle soit interdite aux femmes[7],[8].

- Le sultan Mehmed Ier meurt à Andrinople, « frappé d'une apoplexie, ou atteint, selon d'autres, d'une dysenterie fatale[9] ».

## Naissances
- Bernardo de Granollachs (ca) (mort vers 1487), professeur de médecine et d'astrologie à l'université de médecine et d'arts (ca) de Barcelone[10],[11].
- Fernand de Cordoue (es)  (mort entre 1485 et 1487), philosophe et humaniste espagnol, professeur de médecine à Bologne en 1447-1448[6], auteur d'un traité sur les urines[12] et d'une somme de chirurgie[13].